# 397 Vienna
397 Vienna је астероид главног астероидног појаса са пречником од приближно 43,34 km.
Афел астероида је на удаљености од 3,284 астрономских јединица (АЈ) од Сунца, а перихел на 1,986 АЈ.
Ексцентрицитет орбите износи 0,246, инклинација (нагиб) орбите у односу на раван еклиптике 12,831 степени, а орбитални период износи 1562,459 дана (4,277 године).
Апсолутна магнитуда астероида је 9,31 а геометријски албедо 0,177.
Астероид је откривен 19. децембра 1894. године.